# Beelden in Rotterdam

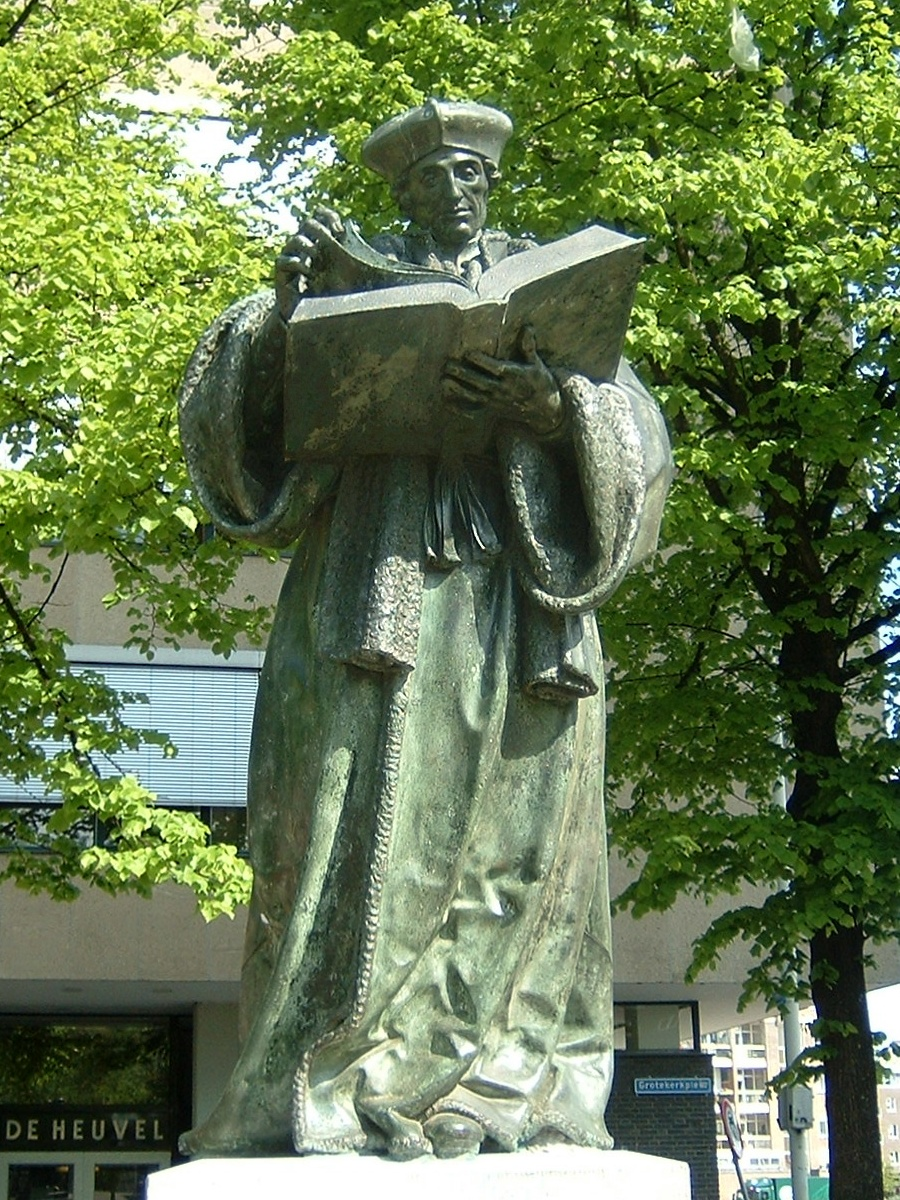
Erasmus

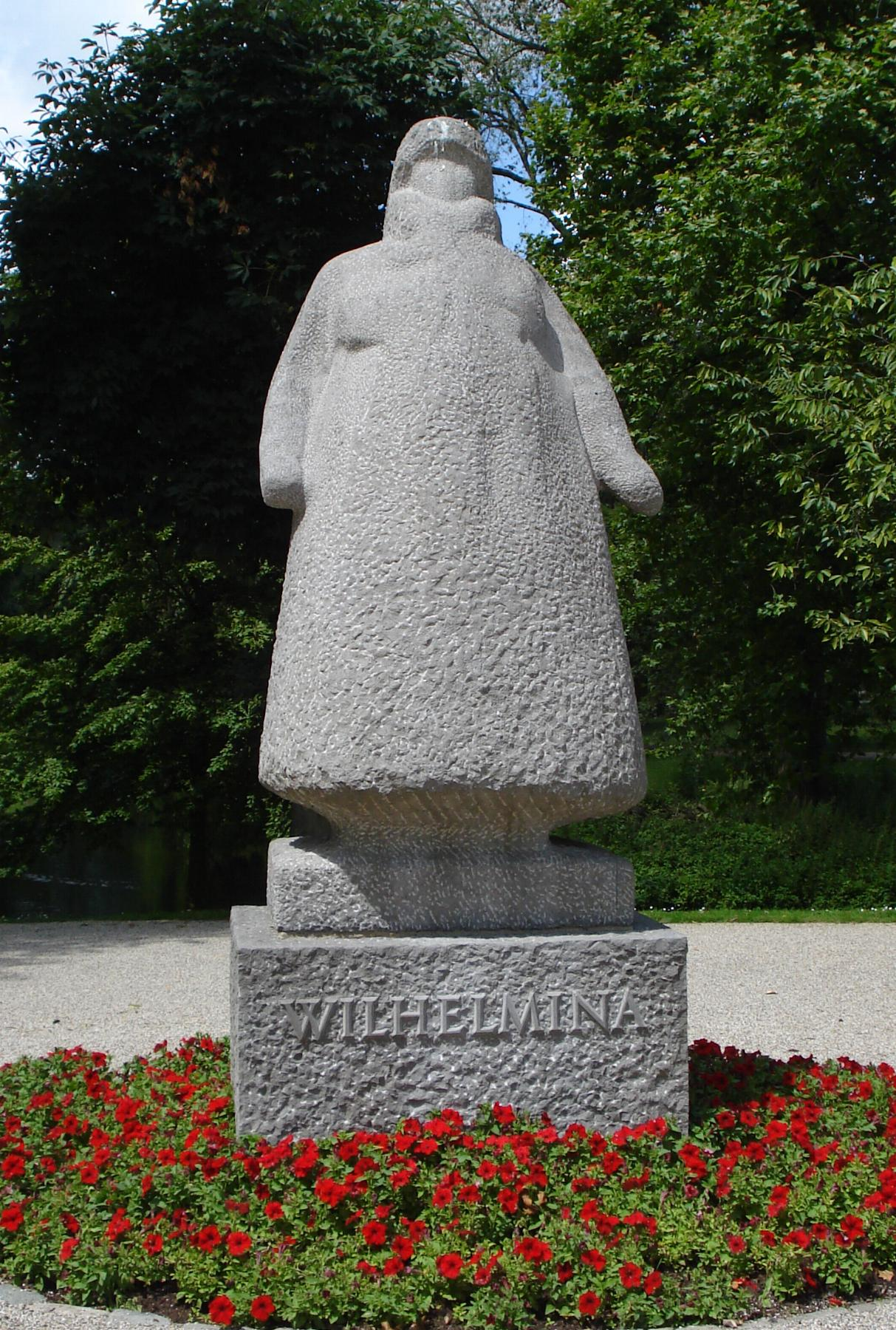
Wilhelmina

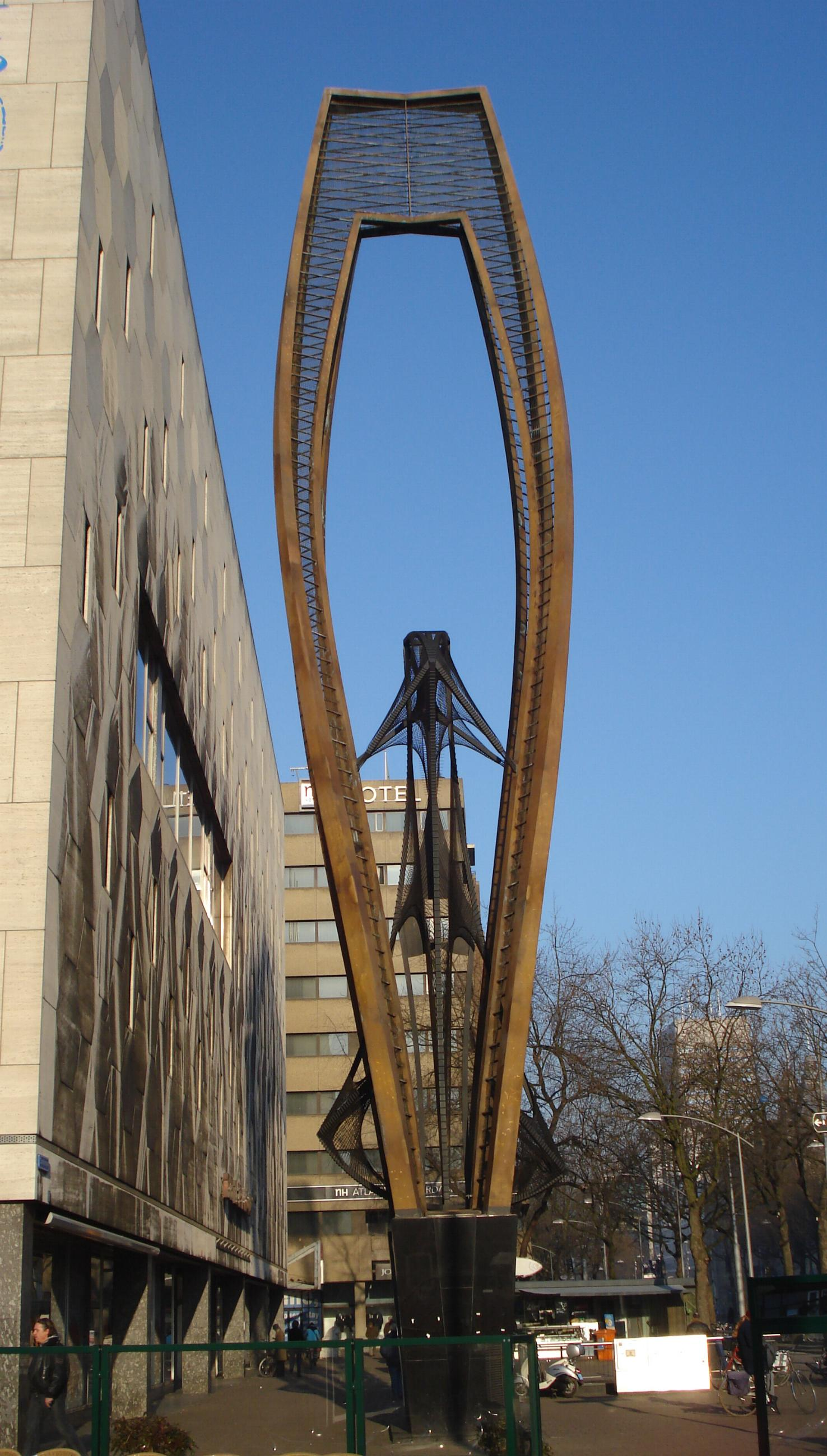
De gestileerde bloem

Beelden in Rotterdam is een serie van artikelen over de meer dan 200 beelden in de openbare ruimte van Rotterdam. Onder een beeld wordt hier verstaan: een driedimensionaal kunstwerk in de openbare ruimte.

## Standbeelden
Het oudste beeld in Rotterdam is het standbeeld van Erasmus. In 1549 was het (toen nog) houten beeld het eerste niet religieuze standbeeld van Nederland. Het was gemaakt om de Wijde Kerksteeg te sieren tijdens de intocht van Prins Filips en werd na diens bezoek op de West-Nieuwlandsche brug over de Kolk geplaatst. Het huidige exemplaar, door Hendrick de Keyser in brons gemaakt, stamt echter uit 1622 en werd in 1964 op de Grootekerkplein voor de St. Laurenskerk geplaatst. Andere, oude standbeelden zijn van de dichter Hendrik Tollens (Park, bij de Euromast), zeevaarder Piet Hein (Delfshaven) en staatsman Johan van Oldenbarnevelt (stadhuis Coolsingel).
Van het koninklijk huis is met name koningin Wilhelmina diverse malen vereeuwigd. Het bekendst is de uitvoering van Charlotte van Pallandt, in 1967 geplaatst in het Park.

## Oorlogsmonumenten
Veel beelden herinneren aan het Duitse bombardement van 14 mei 1940. Het bekende beeld van Ossip Zadkine, De Verwoeste Stad, staat symbool voor de stad met uitgerukt hart. Even voorbij het Hofplein staat de Nieuwe Delftse poort, een stalen reconstructie van de oude stadspoort die bij het bombardement werd verwoest.
Op het Stadhuisplein, tegenover het stadhuis aan de Coolsingel, staat het Monument voor alle gevallenen 1940 - 1945 van Mari Andriessen. Ook op de Algemene Begraafplaats Crooswijk staat een aantal indrukwekkende oorlogsmonumenten ter nagedachtenis aan de slachtoffers, waaronder Knielende vrouw met duif van Cor van Kralingen.

## Moderne beelden
Rotterdam bezit niet alleen veel moderne architectuur, het bezit ook veel moderne kunst. Een van de eerste niet-figuratieve kunstwerken die in de openbare Rotterdamse ruimte werd geplaatst, was de gestileerde bloem van Naum Gabo. In mei 1957 werd het onthuld bij de opening van de Bijenkorf aan de Coolsingel. Het deed destijds de nodige stof opwaaien. Een belangrijke aanwinst in 1961, was "l'Homme qui marche" van Auguste Rodin. Het beeld is ontworpen in 1905 en maakt inmiddels deel uit van de Beeldenroute Westersingel, een verzameling van 17 moderne kunstwerken aan de Westersingel.
Vóór het hoofdkantoor van Unilever aan het Weena staat "Corporate Entity" van Wessel Couzijn en een vijftig meter verder, vlak bij het Hofplein, staan drie sculpturen van Willem de Kooning, waaronder "Seated Woman". Op het Binnenwegplein is het kinetische kunstwerk Two Turning Vertical Rectangles van George Rickey geplaatst. Aan de Maas herinnert Maasbeeld van Auke de Vries aan de (sloop van de) oude Willemsbrug.

## Internationale Beelden Collectie
De beelden van Erasmus en Wilhelmina, en de werken van Rodin, Couzijn, de Kooning en de Vries maken deel uit van de Internationale Beelden Collectie. Deze collectie van 45 kunstwerken werd samengesteld tussen 1945 (wederopbouw na de Tweede Wereldoorlog) en 2001 (Rotterdam Culturele Hoofdstad van Europa) en is gerealiseerd in een samenspel van gemeentelijk beleid en particulier initiatief.